# Палата на тргу Марије Трандафил
Палата на тргу Марије Трандафил представља један од највреднијих примера мађарске сецесије на простору Новог Сада. Изграђена је као стамбена палата 1909. године у стилу сецесије.
Грађевина је подигнута по пројекту архитекте Липота Баумхорна, који је био познати новосадски архитекта и неки од његових познатијих пројеката су комплекс новосадске синагоге, Менратова палата и објекат Војвођанске банке на Тргу Слободе.

## Архитектура палате
Пројектована је и изграђена као затворени, правоугаони, јединствени корпус код којег улично вишеспратно крило са приземним дворишним објектом чини атријумско двориште у средини. Стил је до најмањих детаља доследно примењен у и ентеријеру и у екстеријеру. Објекат је до данас сачуван у изворном облику. Главна фасада носи све одлике мађарске сецесије.
Завршна обрада фасаде је изведена у разноврсним материјалима, ружичастом камену, фасадној опеци, малтеру и штуко пластици. На балконима се налазе гвоздене ограде. У духу сецесије изведена је столарија са декоративним орнаментима на крилима ајнфорт капије. Централна зона фасаде наглашена је
ајнфорт капијом и обличастим еркером изнад ње. Са леве и десне стране налазе се плитки ризалити који одговарају бочним дворишним крилима. Зграда је надвишена високим надзитком декоративно обрађеним на којем су отворени тавански прозори у виду окулуса.